# Pellia endiviifolia
Pellia endiviifolia là một loài rêu trong họ Pelliaceae. Loài này được (Dicks.) Dumort. mô tả khoa học đầu tiên năm 1835.

## Hình ảnh

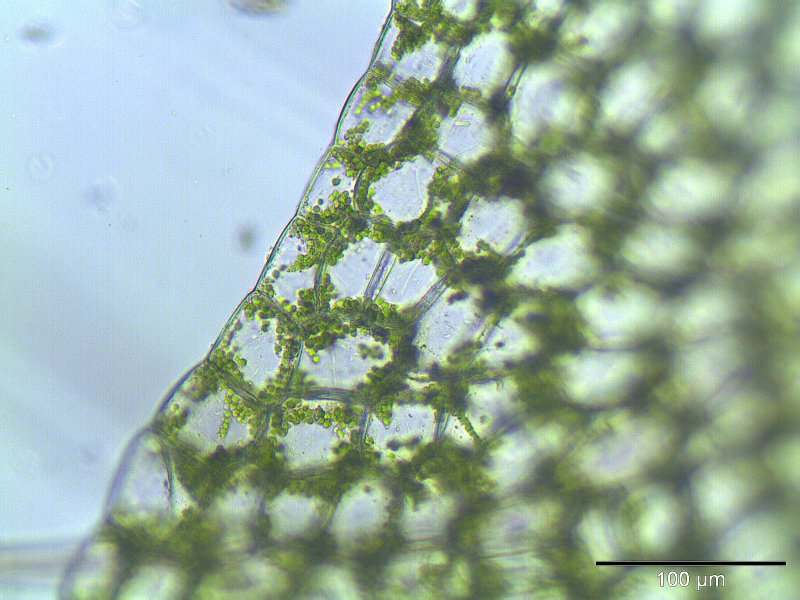
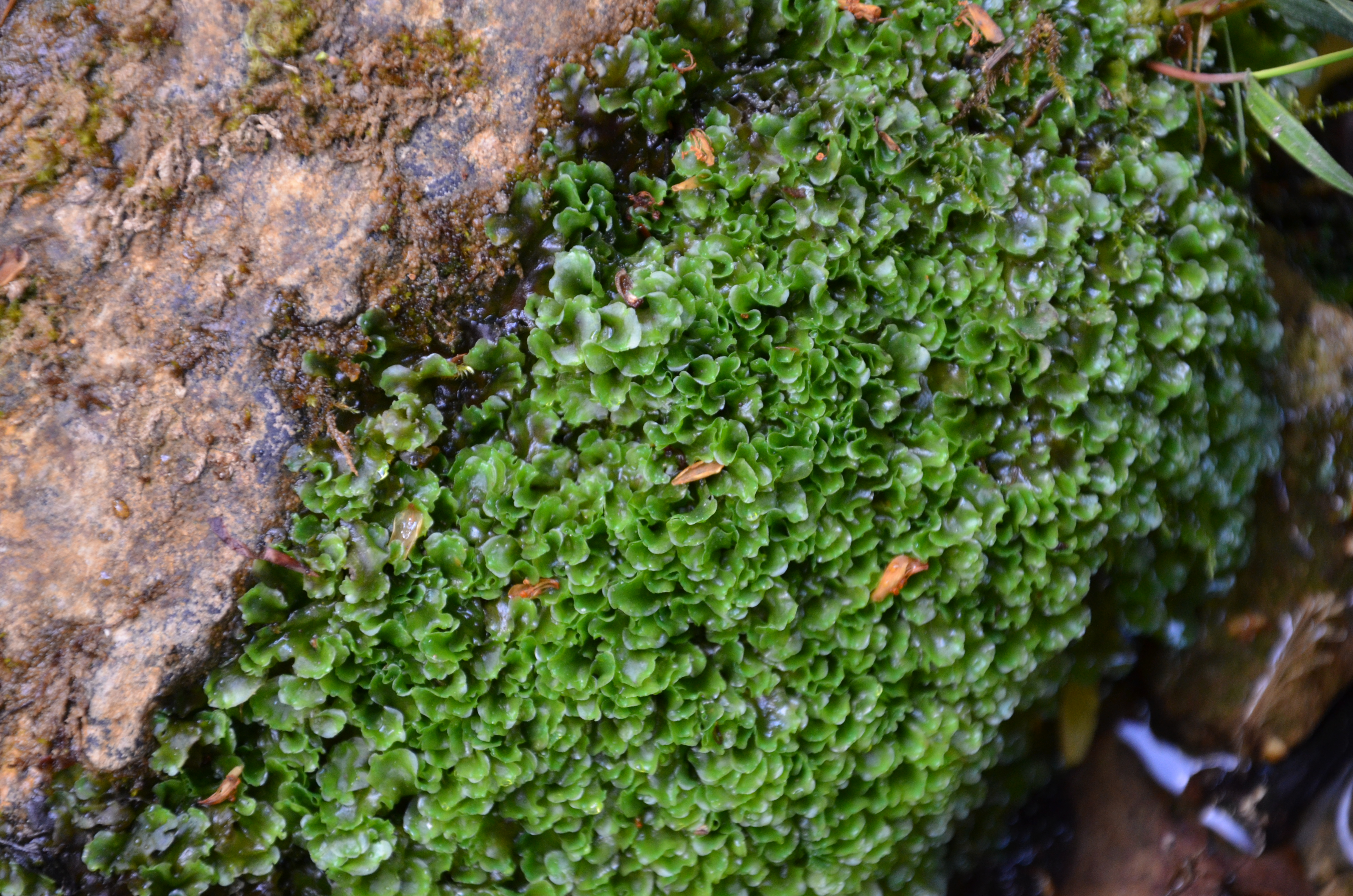
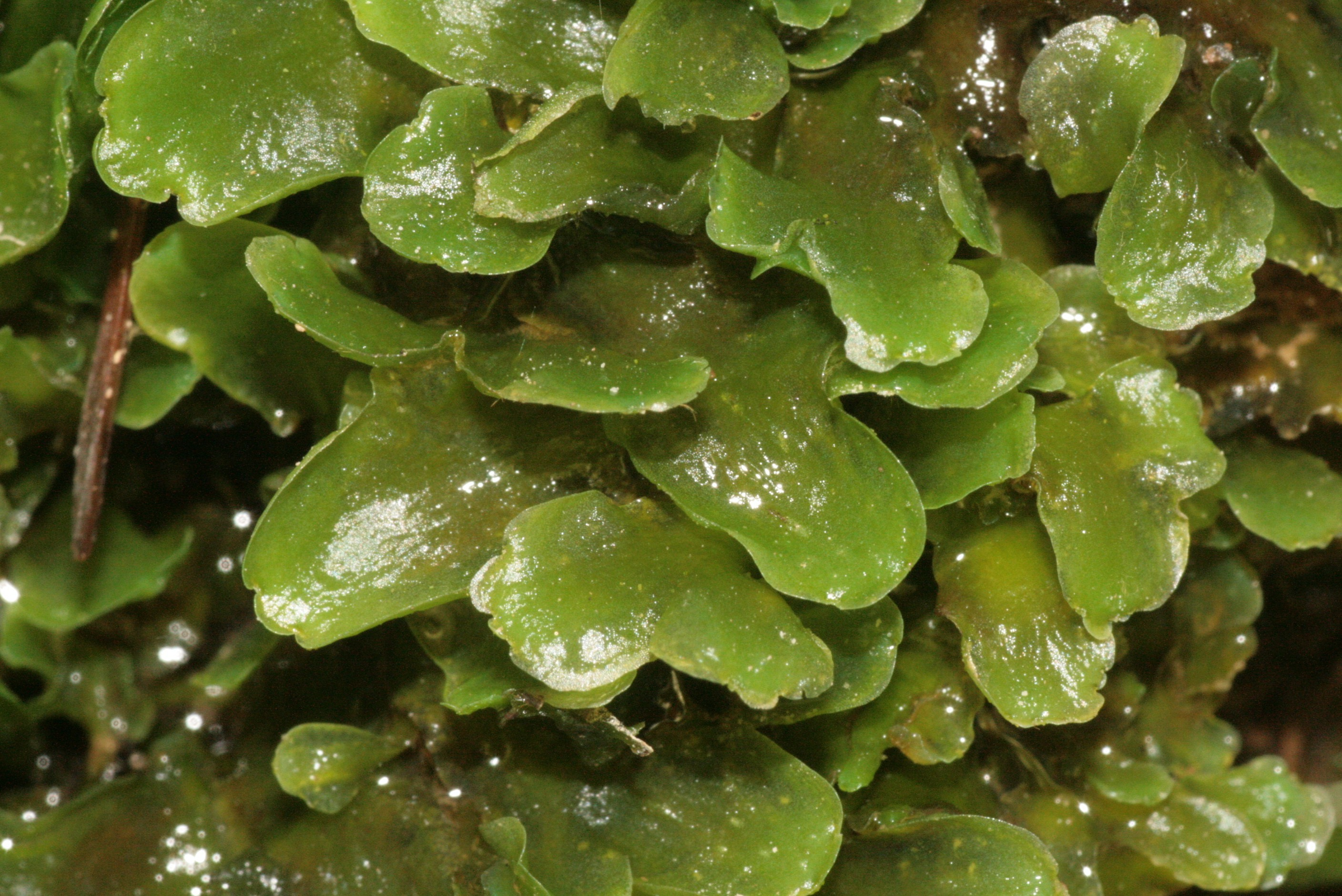
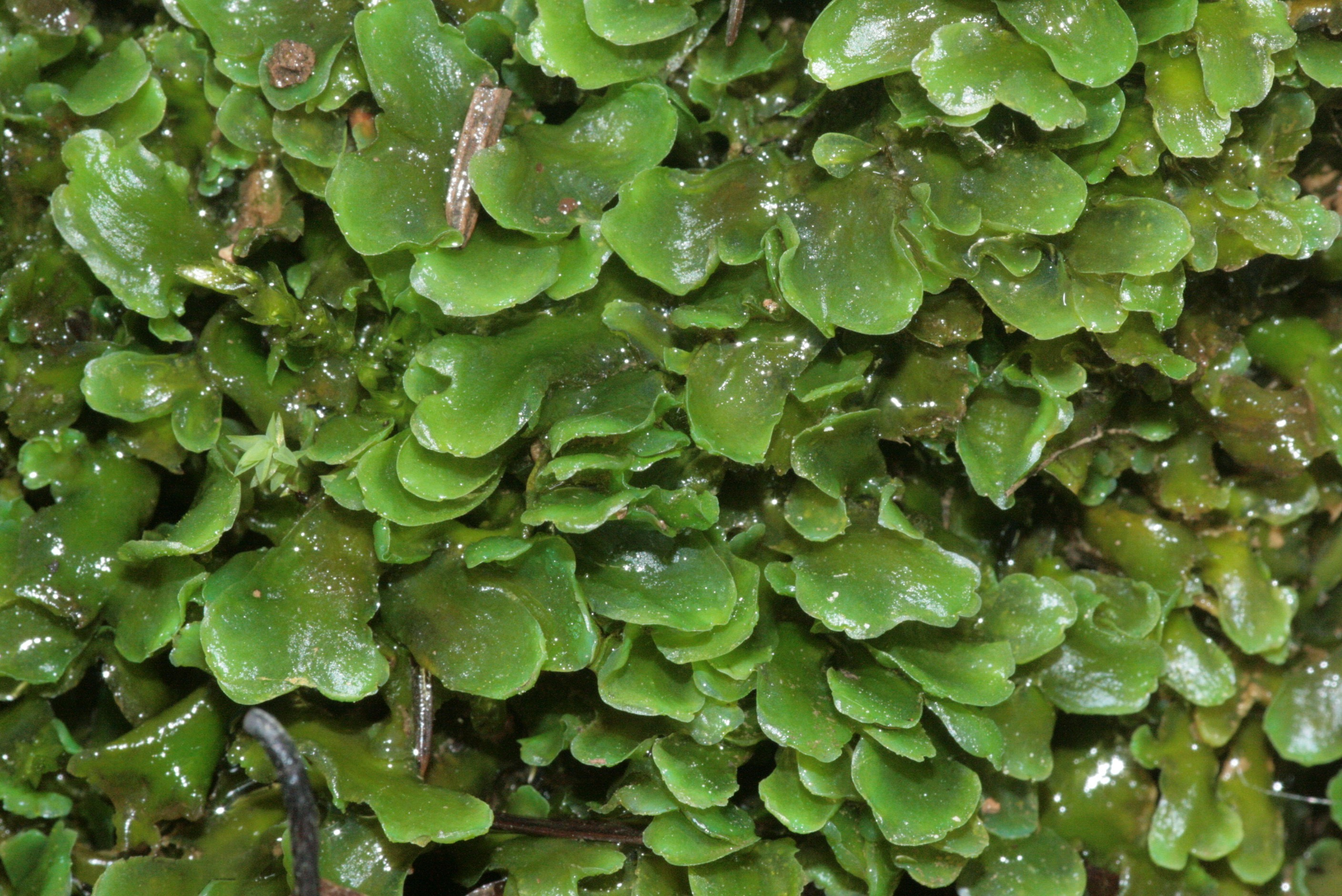